# کریستال تولز
کریستال تولز (به انگلیسی: Crystal Tools) که نام اولیه آن موتور سفید بوده که یک موتور تولید بازی ایجاد شده توسط اسکور انیکس برای کار با سکوهای متفاوت همانند پلی‌استیشن ۳ و ایکس باکس ۳۶۰ و ویندوز و برخی در وی است. این موتور بازی به‌طور کلی بروی دستگاه‌های بازی نسل هفتم عمل می‌کند. سری بازی‌های فاینال فانتزی نیز توسط این موتور شکل گرفته‌اند.
ایجاد این موتور هنگام حرکت از پلی‌استیشن ۲ به ۳ بوده است.